# 마리아 유디나
마리아 베니아미노브나 유디나(러시아어: Мари́я Вениами́новна Ю́дина, 1899년 9월 9일 – 1970년 11월 19일)는 소련의 피아니스트이다.
마리아 유디나는 러시아 제국 비텝스크 네벨의 유대인 가정에서 태어났다. 유디나는 페트로그라드 음악원에서 안나 예시포바와 레오니드 니콜라예프 밑에서 공부했다. 그녀는 또한 펠릭스 블루멘펠트와 개인적으로 잠시 공부했다. 그녀의 급우로는 드미트리 쇼스타코비치와 블라디미르 소프로니츠키가 있다. 1921~22년에 유디나는 페트로그라드 대학의 역사철학학과에서 강의를 들었고, 그 결과 1919년에 유대교에서 정교로 개종했다.
페트로그라드 음악원을 졸업한 후 유디나는 그곳에서 가르치도록 초대받았고, 1930년까지 그 일을 하다가 무신론 국가에서 자신의 종교적 신념이 환영받지 못한다는 이유로 학교에서 해고되었다. 몇 년 동안 실직과 노숙 생활을 한 후 유디나는 1932-33년에 트빌리시 주립 음악원에서 피아노 대학원 과정을 가르치도록 초대되었다. 1936년 겐리흐 네이가우스의 제안에 따라 유디나는 모스크바 음악원의 피아노 교수진에 합류하여 1951년까지 그곳에서 가르쳤다. 그녀는 공개적으로 계속 공연했지만 그녀의 리사이틀은 녹음이 금지되었다. 레닌그라드에서 열린 리사이틀 중 한 사건이 있은 후, 보리스 파스테르나크의 시를 앙코르로 무대에서 읽었을 때 유디나는 5년 동안 공연이 금지되었다. 금지령이 해제된 1966년에 그녀는 모스크바 음악원에서 낭만주의에 대한 강의를 하기도 했다.
유디나의 연주는 매우 독특한 스타일과 음색으로 뛰어난 기교, 영성, 힘, 지적인 엄격함으로 특징지어졌다.